# كازوكو هارا
كازوكو هارا (باليابانية: 原嘉壽子؛ بالكانا: はら かずこ) هي ملحنة يابانية، ولدت في 10 فبراير 1935 في طوكيو في اليابان، وتوفيت في 30 نوفمبر 2014.